# Hypenetes digitatus
Hypenetes digitatus är en tvåvingeart som beskrevs av Artigas 1970. Hypenetes digitatus ingår i släktet Hypenetes och familjen rovflugor. Inga underarter finns listade i Catalogue of Life.